# Landschaftsschutzgebiet Grünlandkomplex Ortsrand Oberalme

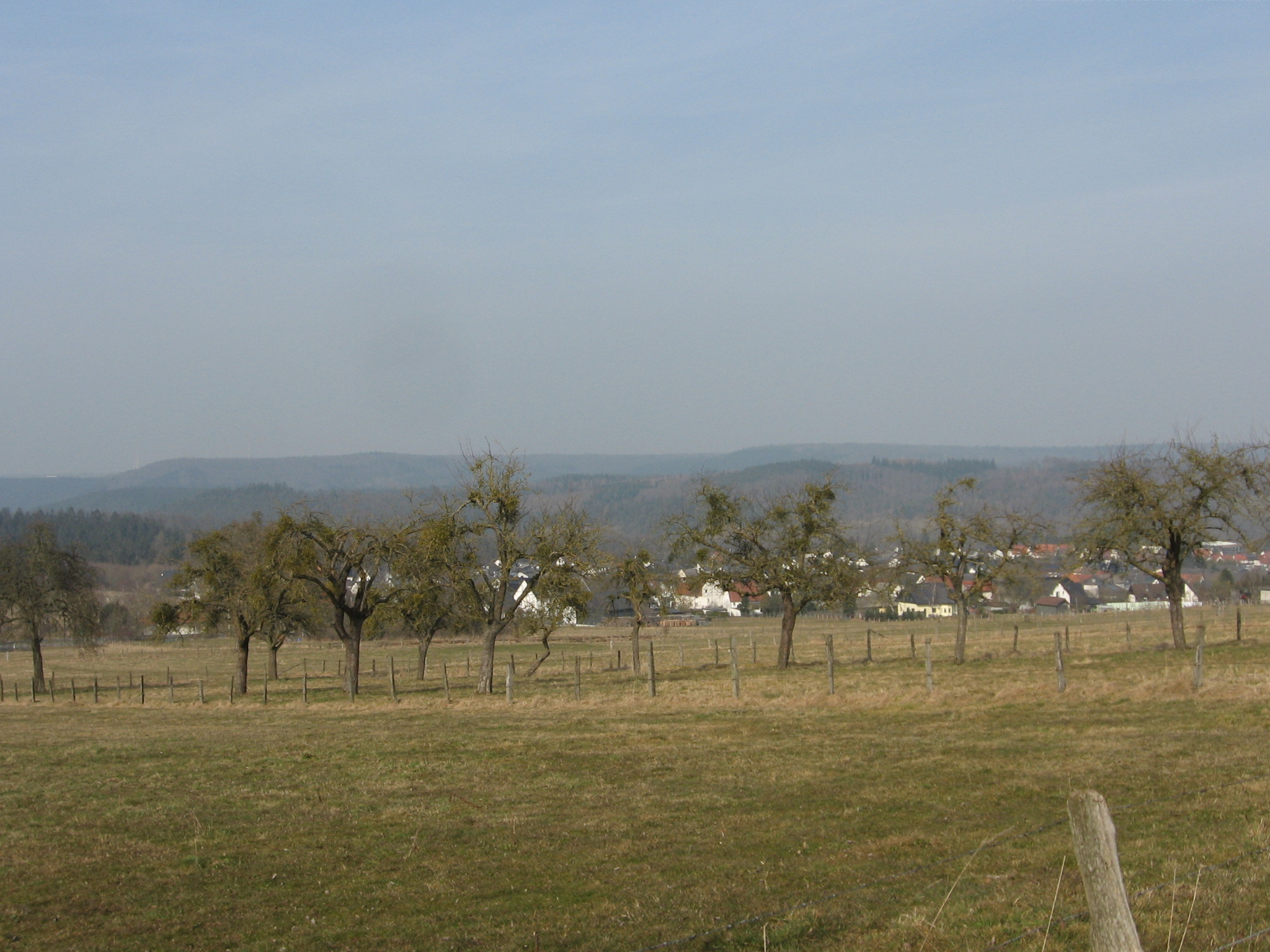
Landschaftsschutzgebiet Grünlandkomplex Ortsrand Oberalme mit Apfelbäume mit Misteln

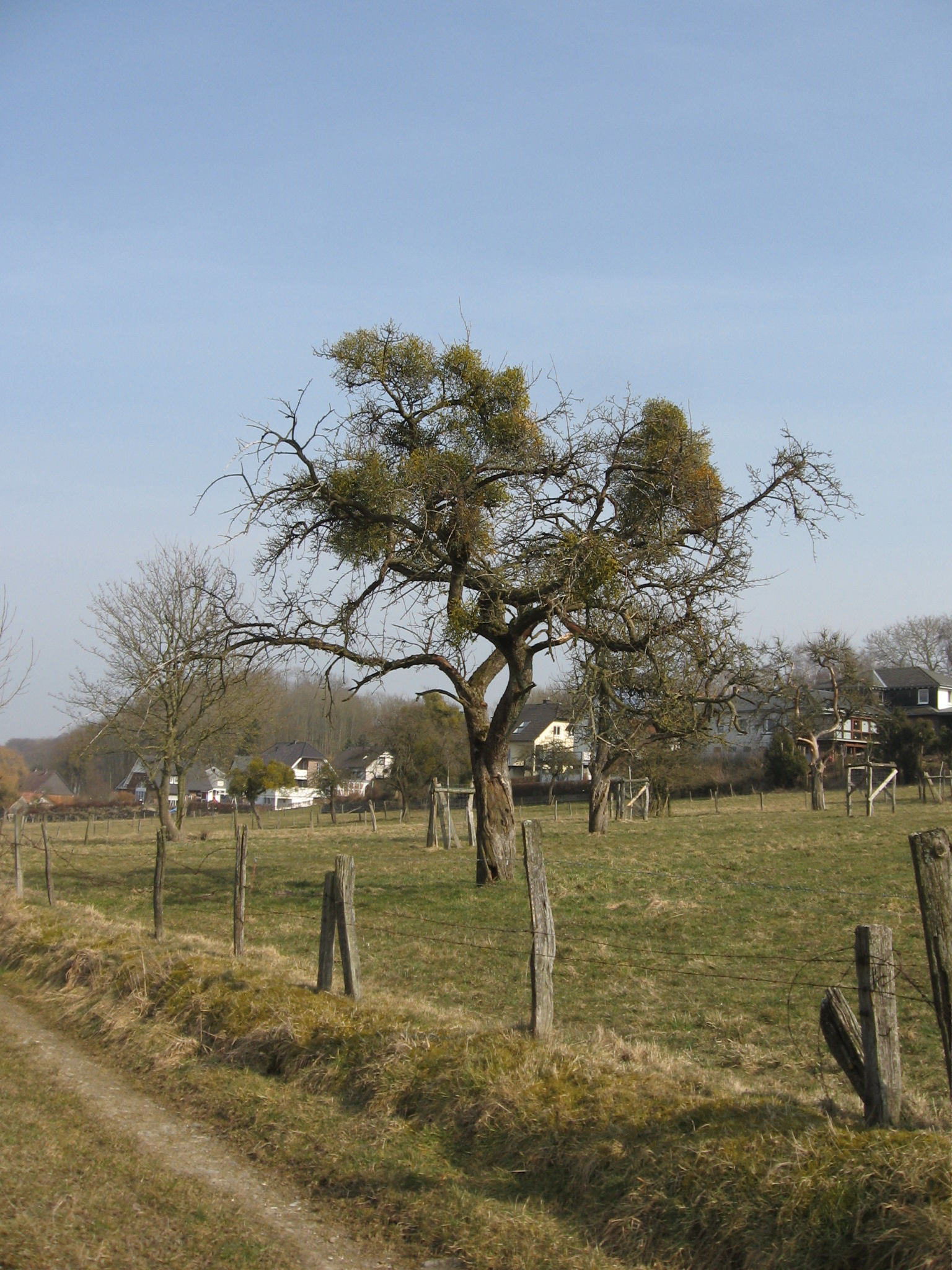
Mistelbaum

Das Landschaftsschutzgebiet Grünlandkomplex Ortsrand Oberalme mit 52,46 ha Größe liegt westlich und südwestlich von Alme im Stadtgebiet von Brilon. Das Gebiet wurde 2008 mit dem Landschaftsplan Briloner Hochfläche durch den Hochsauerlandkreis als Landschaftsschutzgebiet (LSG) ausgewiesen. Das LSG reicht bis an den Siedlungsrand des Dorfes. Das LSG wird durch Bebauung an der Straße nach Wülfte in zwei Teile getrennt.

## Beschreibung
Es handelt sich um einen Grünlandbereich mit meist kleinparzellierten Rinderweiden und insbesondere im Nordostteil zahlreichen Obst- und anderen Bäumen. In den Apfelbäumen wachsen zahlreiche Misteln. Westlich der ebenfalls locker gehölzbegleiteten Gemeindestraße nach Wülfte befinden sich im LSG das Naturdenkmal 2 Linden und die Birkenallee zum Haus Bruch. Südlich der Allee geht das kleinstrukturierte Grünland in größere, ungegliederte Grünlandflächen über. In der südlichen Teilfläche erfasst das LSG den überwiegend ostexponierten Übergang zwischen den Ackerflächen der Briloner Hochebene und den naturnahen Buchenwäldern an der Westflanke des Mühlentales.

## Schutzzweck
Die Ausweisung erfolgte zur Erhaltung, Ergänzung und Optimierung eines Grünlandbiotop-Verbundsystems, insbesondere mit den Naturschutzgebiets-Ausweisungen im Grünland. Dadurch sollen Tiere und Pflanzen Wanderungs- und Ausbreitungsmöglichkeiten behalten. Wie die anderen Landschaftsschutzgebiete vom Typ C dient auch diese Ausweisung als Pufferzone für angrenzende Naturschutzgebiete.

## Rechtliche Rahmen
Das Landschaftsschutzgebiet Grünlandkomplex Ortsrand Oberalme wurde als Landschaftsschutzgebiet vom Typ C, Wiesentäler und bedeutsames Extensivgrünland, ausgewiesen. In den Landschaftsschutzgebieten vom Typ C des Landschaftsplangebietes sind Erstaufforstungen und auch die Neuanlage von Weihnachtsbaumkulturen, Schmuckreisig- und Baumschulkulturen verboten. Ferner besteht ein Umwandlungsverbot von Grünland und Grünlandbrachen in Acker oder andere Nutzungsformen. Eine maximal zweijährige Ackernutzung innerhalb von zwölf Jahren ist erlaubt, falls damit die Erneuerung der Grasnarbe vorbereitet wird. Dies gilt als erweiterter Pflegeumbruch. Dabei muss ein Mindestabstand von 5 m vom Mittelwasserbett eingehalten werden. Für den Anbau von nachwachsenden Rohstoffen ist eine Befreiung vom Verbot des Grünlandumbruchs im Rahmen einer Einzelfallprüfung möglich.

## Gebot
Für das LSG wurde das Gebot festgesetzt: „Die Obstbäume innerhalb dieser Festsetzung sind bis zu ihrem natürlichen Abgang zu erhalten und ggf. durch Neuanpflanzung hochstämmiger, heimischer Sorten zu ersetzen bzw. zu ergänzen.“